# Svećenička predaja
Svećanička predaja je pojam kojim povijesno-kritička biblijska znanost počevši od 18 st. označava jedan od izvora Petoknjižja.

### Nastanak
U vrijeme babilonskog zarobljeništva (6. st. pr. Kr.) svećenici su nastojali sačuvati vjeru i izraelski narod od asimilacije. U takvim okolnostima više nemaju hrama i kulta, ali se bave redakcijom svetih spisa i tako organiziraju vjerski život zajednice u ondašnjim prilikama i krajevima. Činilo im se da temelji na kojima će počivati taj religijski život naroda moraju biti vrednote kao što je zajedničko podrijetlo čitavog naroda, zajedničke predaje i autentično svećeništvo, te stoga važnost pridaju pripadnosti i rasnoj čistoći.

### Obilježja
Otvoreni duh Ponovljenog zakona nije im puno govorio, jer su zastupali konzervativnije stajalište. Za njih je Jahve transcedentalan, apstraktan, bez ikakva antropomorfističkog obilježja i pravedan, pa su umjesto približavanja Boga i njegove riječi ljudima više nastojali podići čovjeka do Boga po tome što će čovjek vjerno obdržavati tradicionalne zakone i propise. Religijske institucije dobivaju tako ugled i veću snagu jer se postavljaju u povijesni okvir. Svećenici, pokazujući da sve institucije nastaju u doba Mojsija, naglašavaju da je njihov početak na Sinaju.
Svećeničku predaju skraćeno se obilježava slovom P, koje označava Priesterkodex (njem. svećenički kodeks). 
Zbog svojih posebnosti relativno ju je lako izdvojiti u Petoknjižju. Budući da su priređivači svećeničke predaje dobrim dijelom bili posljednji izdavači svetih knjiga, P građa ne sačinjava jedinstvenu cjelinu. Za autora P predaje Božja objava odvija se sistematski u četiri naizmjenična razdoblja ili stupnja: stvaranje, savez s Noom, savez s Abrahamom, sinajski savez. Svako se razdoblje odlikuje drugačijim povlasticama i obavezama i za svako razdoblje upotrijebljeno je drugačije Božje ime: 'Elohim u prva dva razdoblja, 'El Šadai u razdoblju patrijarha i Jahve u razdoblju Mojsija.
Osobitosti ove predaje su suh i trijezan stil. Autor se zanima za brojeve, izričaje i nizove, a najtipičnije je spominjanje rodoslovlja. Rabi svećenički i žrtveni jezik. Za razliku od nesvećeničkih predaja ne koristi se opisivanjem scenarija i likova koji nastupaju. Koristeći povezanu mrežu kronoloških podataka P sveukupnom opisu događanja daje, kao od Stvoritelja, ubrizgani red.

### Teološka poruka
Remek djelo ove predaje je izvještaj o stvaranju (Post 1-2,4a). Ovim ulomkom autor želi poručiti dvije stvari: 1) Bog je sve stvorio; 2) subotnji počinak božanska je ustanova. Uvjerenje da je Bog stvorio svijet mogao je iznijeti kratko i bez obrazlaganja, ali je smatrao da će biti djelotvornije ako raščlani stvaralačka djela Božja i pokaže da je Bog stvarno sve stvorio. Rezultat je da je piščeva tvrdnja: «U početku stvori Bog nebo i zemlju» istinita, ali sam opis stvaranja proizvod je autorova načina razmišljanja.
Ljudi za koje piše, zbog svog semitskog mentaliteta, nisu bili sposobni shvatiti apstraktnu misao o stvaranju. Stoga pisac prikazuje Boga kao Radnika koji svoj posao izvršava u šest dana i zatim odmara. Tako povijest vrlo vješto završava tvrdnjom da je sam Bog započeo subotnji počinak pa izabrani narod ne može činiti nešto bolje negoli nasljedovati Boga.
Pored najčešćih tema kao što su žrtvovanja, propisi svećeničkih službi, te propisi vezani uz čistoću, čitava predaja obilježena je snažnim kultskim utiskom. Tako objavljenje potomstva Abrahamu, kulminira nalogom obrezanja kao znaka Saveza (Post 17). Na Sinaju Jahve pak daje upute o svetištu, koje će od tada pratiti izabrani narod na njihovom putu. Noa, za razliku od nesvećeničkih predaja, ne prinosi žrtvu što se podudara sa zamišlju P predaje, kojom kult svoj začetak ima tek na Sinaju.
Savez (Post 17) je prikazan kao samoinicijativa Jahve, kao milosni Savez, u kojem ne očekuje ništa zauzvrat od čovjeka. Ipak u sebi bitno sadrži zov na svetost čitavog života (Post 9,16).
Sličnosti s ovom predajom i njenom teologijom može se pronaći kod proroka Ezekiela i Deuteroizaije.
| Tijelo teksta             | Tema                                 | Mjesto u Bibliji                                              |
| ------------------------- | ------------------------------------ | ------------------------------------------------------------- |
| Povijest praotaca         | Stvaranje                            | Post 1,1-2,4a                                                 |
|                           | Rodoslovlje od Adama do Noe          | Post 5,1-32*                                                  |
|                           | Potop i savez s Noom                 | Post 6,9-9,17*                                                |
|                           | Popis naroda                         | Post 10,1-7*.20.22f.31f                                       |
|                           | Rodoslovlje                          | Post 11,10-27.31f*                                            |
|                           |                                      |                                                               |
| Povijest praotaca         | Abrahamova povijest                  | Post 12,4b.5; 13,6.11b.12aba                                  |
|                           | Savez s Abrahamom                    | Post 17*                                                      |
|                           | Sarin pokop                          | Post 23*                                                      |
|                           | Brakovi Ezavovi i ženidbe Jakovljeve | Post 26,34f; 27,46-28,9; 29,24.28b.29                         |
|                           | Objava El Šadaja Jakovu u Betelu     | Post 35,9-13a.15                                              |
|                           | Josip i Jakov u Egiptu               | Post 41,46a; 46,6f                                            |
|                           |                                      |                                                               |
| Izlazak, pustinja, Sinaj  | Nevolje Hebreja u Egiptu             | Izl 1,1-7*.13f.; 2,23-25                                      |
|                           | Mojsijevo poslanje                   | Izl 6,2-12                                                    |
|                           | Pet zala                             | Izl 7,8-12.19-22*; 8,1-3.11* 12-15; 9,8-12; 12,1-20*. 28.40f. |
|                           | Čudo nad Crvenim morem               | Izl 14*                                                       |
|                           | Mana + subota                        | Izl 16*                                                       |
|                           | Uspostava Šatora sastanka            | Izl 24,15-29,46*; 39,32.43;40,17.33-35*                       |
|                           | Početak kulta                        | Lev 8f.*                                                      |
|                           |                                      |                                                               |
| Pustinja i Obećana zemlja | Izviđanje Obećane zemlje             | Br 13f*                                                       |
|                           | Nevjera Mojsija i Arona              | Br 20,1-13*                                                   |
|                           | Aronova smrt                         | Br 20,22-29*                                                  |
|                           | Najava Mojsijeve smrti               | Pnz 32,48-52*                                                 |
|                           | Mojsijeva smrt                       | Pnz 34,1*.7-9*                                                |

- *unutar naznačenih mjesta ne može se sav takst pripisati ˝P˝ predaji

### Zaključak
Svećenička predaja kao cjelina predstavlja teološki odraz stare liturgijske tradicije i običaja jeruzalemskih svećenika. Vjernost toj predaji jedino je jamstvo za život s Bogom, jedino sredstvo za ispunjenje Božjeg nauma o Izraelu. To izlazi iz promatranja Božjeg nauma koji se postupno odvija.